# Annemarie Zimmermann
Annemarie Zimmermann (Lendersdorf, 10 de junio de 1940) es una deportista alemana que compitió para la RFA en piragüismo en la modalidad de aguas tranquilas.
Participó en dos Juegos Olímpicos de Verano en los años 1964 y 1968, obteniendo dos medallas, oro en Tokio 1964 y oro en México 1968. Ganó dos medallas en el Campeonato Mundial de Piragüismo de 1963, y tres medallas en el Campeonato Europeo de Piragüismo en los años 1963 y 1969.

## Palmarés internacional
| Representando al Equipo Alemán Unificado |                           |                   |          |
| Juegos Olímpicos                         |                           |                   |          |
| Año                                      | Lugar                     | Medalla           | Evento   |
| 1964                                     | Tokio (Japón)             | Medalla de oro    | K2 500 m |
| Representando a la RFA                   |                           |                   |          |
| Juegos Olímpicos                         |                           |                   |          |
| Año                                      | Lugar                     | Medalla           | Evento   |
| 1968                                     | Ciudad de México (México) | Medalla de oro    | K2 500 m |
| Campeonato Mundial                       |                           |                   |          |
| Año                                      | Lugar                     | Medalla           | Evento   |
| 1963                                     | Jajce (Yugoslavia)        | Medalla de oro    | K2 500 m |
| 1963                                     | Jajce (Yugoslavia)        | Medalla de plata  | K4 500 m |
| Campeonato Europeo                       |                           |                   |          |
| Año                                      | Lugar                     | Medalla           | Evento   |
| 1963                                     | Jajce (Yugoslavia)        | Medalla de oro    | K2 500 m |
| 1969                                     | Moscú (URSS)              | Medalla de bronce | K2 500 m |
| 1969                                     | Moscú (URSS)              | Medalla de plata  | K4 500 m |